# Seda Aslanyürek
Seda Aslanyürek (née Tokatlıoğlu le 25 juin 1986 à Ankara) est une ancienne joueuse de volley-ball turque. Elle mesure 1,92 m et jouait au poste d'attaquante. Elle  a totalisé 172 sélections en équipe de Turquie. Elle a mis un terme à sa carrière de volleyeuse professionnelle en mai 2018.

## Clubs
| Club                 | De        | À         |
| -------------------- | --------- | --------- |
| İller Bankası Ankara | 2002-2003 | 2004-2005 |
| Fenerbahçe İstanbul  | 2005-2006 | 2013-2014 |
| Beijing Volleyball   | 2014-2015 | 2014-2015 |
| Vakıfbank İstanbul   | 2015-2016 | 2015-2016 |
| Galatasaray İstanbul | 2016-2017 | 2017-2018 |

## Palmarès

### Équipe nationale
- Championnat d'Europe
  - Finaliste : 2003.
- Jeux européen
  - Vainqueur : 2015[4]
- Ligue européenne
  - Finaliste :  2009.

### Clubs
- Championnat du monde des clubs
  - Vainqueur : 2010.
- Ligue des champions
  - Vainqueur : 2012.
  - Finaliste : 2016.
- Coupe de la CEV
  - Vainqueur : 2014.
  - Finaliste :2013.
- Championnat de Turquie
  - Vainqueur : 2009, 2010, 2011, 2016.
  - Finaliste : 2014, 2017.
- Coupe de Turquie
  - Vainqueur : 2010.
  - Finaliste : 2014.
- Supercoupe de Turquie
  - Vainqueur: 2009, 2010.
  - Finaliste : 2015.

### Distinctions individuelles
- Coupe de la CEV féminine 2008-2009: Meilleure marqueuse.